# Ferrari 126C4
Der Ferrari 126C4 war ein Formel-1-Rennwagen, den die Scuderia Ferrari in der Weltmeisterschaft 1984 einsetzte. Die Fahrer waren Michele Alboreto und René Arnoux. Der C4 war die letzte Entwicklungsstufe der „126er-Reihe“ (1981 bis 1984).

## Entwicklung und Design
Der Ferrari 126C4 war die konsequente Weiterentwicklung des Vorjahresmodells C3, den die Ingenieure und Techniker vor allem in den Punkten Aerodynamik, Fahrzeugbalance, Flüssigkeitskreislauf und Mechanik zu verbessern versuchten. Das Ergebnis war ein Wagen mit sehr kompakten Formen im „Arrow-Shape“-Design, bei dem das Cockpit weit vorn platziert war. Die Seitenkästen (in denen die Kühler in einem Winkel von 45° untergebracht waren) wurden noch kürzer und stärker „gepfeilt“ gestaltet. Außerdem hatte der Wagen eine nur kurze obere Verkleidung, die große Teile des Motors unbedeckt ließ. Der Typ-031-Motor behielt die gleiche Bohrung und den gleichen Hub wie der vorherige „Tipo 021“ bei, wurde jedoch weiter optimiert und mit einer neuen elektronischen Einspritzung von Lucas Automotive ausgestattet. Das Getriebe blieb bei der 5-Gang-Variante, wurde aber neu konstruiert und quer eingebaut. Außerdem wurde das Fassungsvermögen der Tanks innerhalb der von der FIA festgelegten Grenze von 220 Liter Kraftstoff angepasst. Eine weitere Neuheit waren Carbon-Scheibenbremsen von Brembo, mit denen Ferrari seit eineinhalb Jahren experimentiert hatte.
Der 126C4 wurde auch konsequent bezüglich Gewichtsersparnis verbessert. So wurden Monocoque und Verkleidung weiter optimiert, und das Fahrzeug bekam einen leichteren Motor und ein leichteres Getriebe. Dadurch verlor das Auto 6 % seines Gewichts und wog nur noch 542 statt 595 Kilogramm.
Die Scuderia Ferrari testete vor Beginn der Saison 1985 eine Version mit der Bezeichnung 126C4-M2, die vom Testfahrer des Teams, dem Briten Johnny Dumfries, gefahren wurde. Das war eine Übergangsvariante zwischen dem 126C4 und dem Ferrari 156/8513.

## Bewertung
Trotz der hohen Erwartungen von Publikum und Presse, insbesondere im Zusammenhang mit der Rückkehr eines italienischen Fahrers mit einem Ferrari in der Formel 1 durch Michele Alboreto (11 Jahre nach Arturo Merzario) erwies sich der 126C4 nicht als wirklich wettbewerbsfähig. Häufig zeigten sich mechanische Probleme, vor allem bei den KKK-Turboladern, die während der Saison 12 Ausfälle (8 für Alboreto und 4 für Arnoux) verursachten.
Am Ende der Saison wurde Mauro Forghieri in eine andere Abteilung versetzt und das Design des neuen Autos wurde ausschließlich Harvey Postlethwaite anvertraut. Die Saison wurde auch von Kontroversen innerhalb des Teams sowie zwischen der Scuderia und ihren technischen Partnern geprägt. Ferrari beschuldigte Goodyear, zu schwache Reifen entwickelt zu haben; die amerikanischen Reifenspezialisten wiesen den Vorwurf zurück und begründeten die schlechte Performance der Reifen mit der durch die Bremsen entwickelten übermäßigen Temperatur. Das Verhältnis der beiden Piloten untereinander war auch eine Quelle von Komplikationen: Die Entscheidung, Alboreto die größere technische Aufmerksamkeit zu widmen, demotivierte Arnoux, der deswegen wiederholt von der italienischen Presse wegen seiner schlechten Leistung auf der Strecke angegriffen wurde.

## Rennhistorie
Der einzige Saisonsieg (sowie die einzige Pole-Position) ging an Alboreto beim belgischen Grand Prix. Bei dieser Gelegenheit erzielte Teamkollege Arnoux die schnellste Rennrunde und wurde Dritter. Für den Rest der Saison war Ferrari selten in der Lage, sich in den Rennen zu behaupten, und pendelte oft zwischen dem vierten und sechsten Platz.
Trotzdem gelang es Ferrari, die Konstrukteurswertung auf dem zweiten Platz zu beenden, aber mit weniger als der Hälfte der Punkte des Spitzenreiters McLaren, dem überragenden Team der Saison mit dem von Porsche angetriebenen McLaren MP4/2, was eine deutliche Verschlechterung im Vergleich zu den Ergebnissen der Vorjahre darstellte.

## Galerie

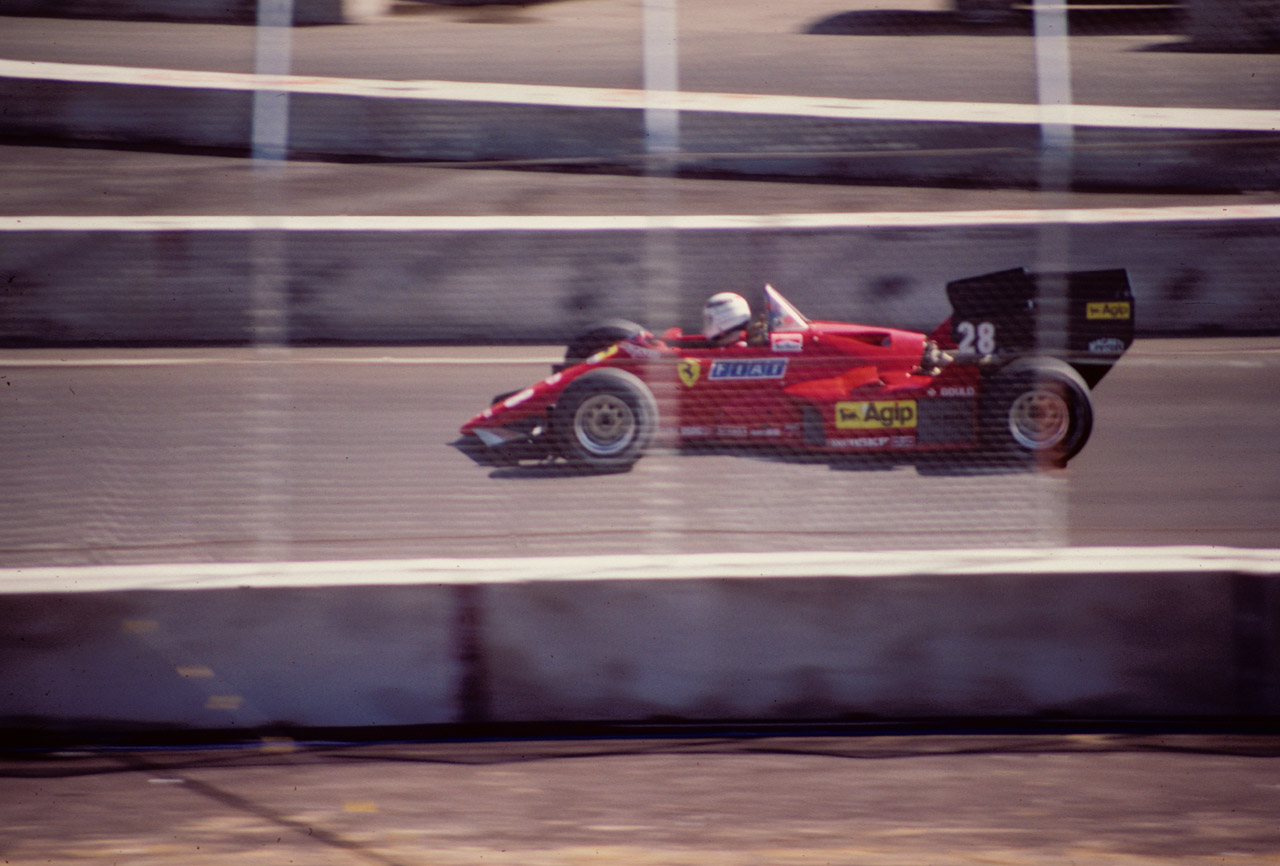
R. Arnoux beim Grand Prix der USA 1984
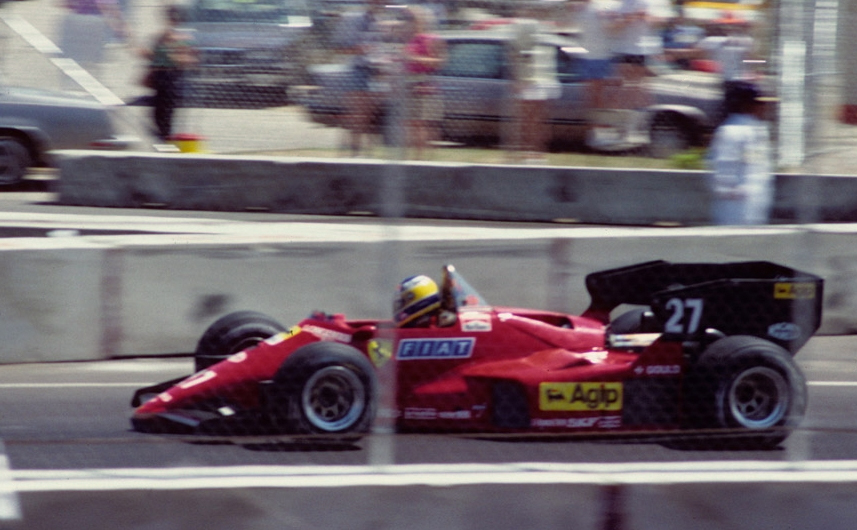
M. Alboreto in Dallas 1984
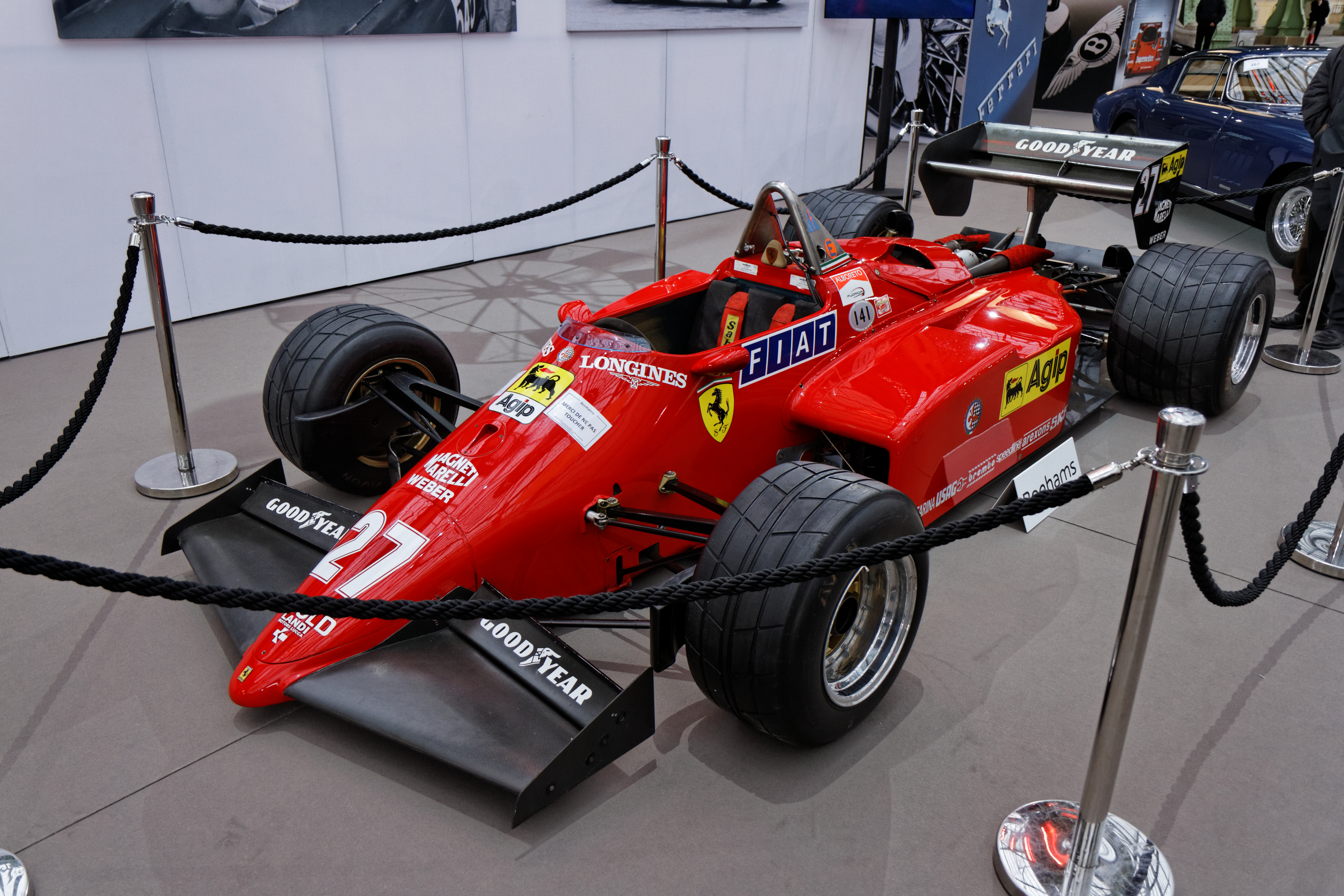
Der C4 in der Testversion "M2" (einer Vorstufe des Ferrari 156-85)
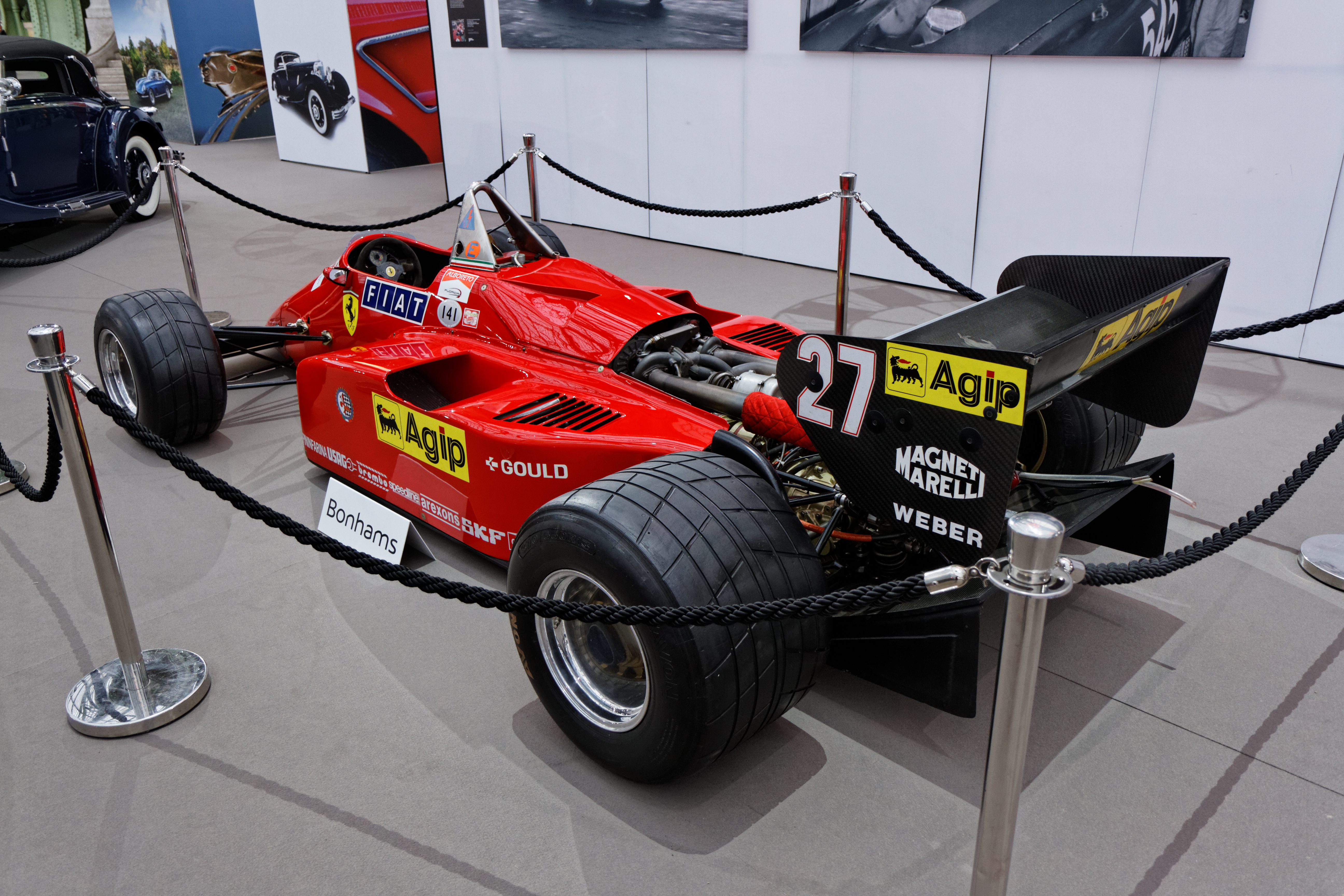
Deutlich erkennbar die neuen Seitenkästen, und das bereits reduzierte Flügelwerk am Heck
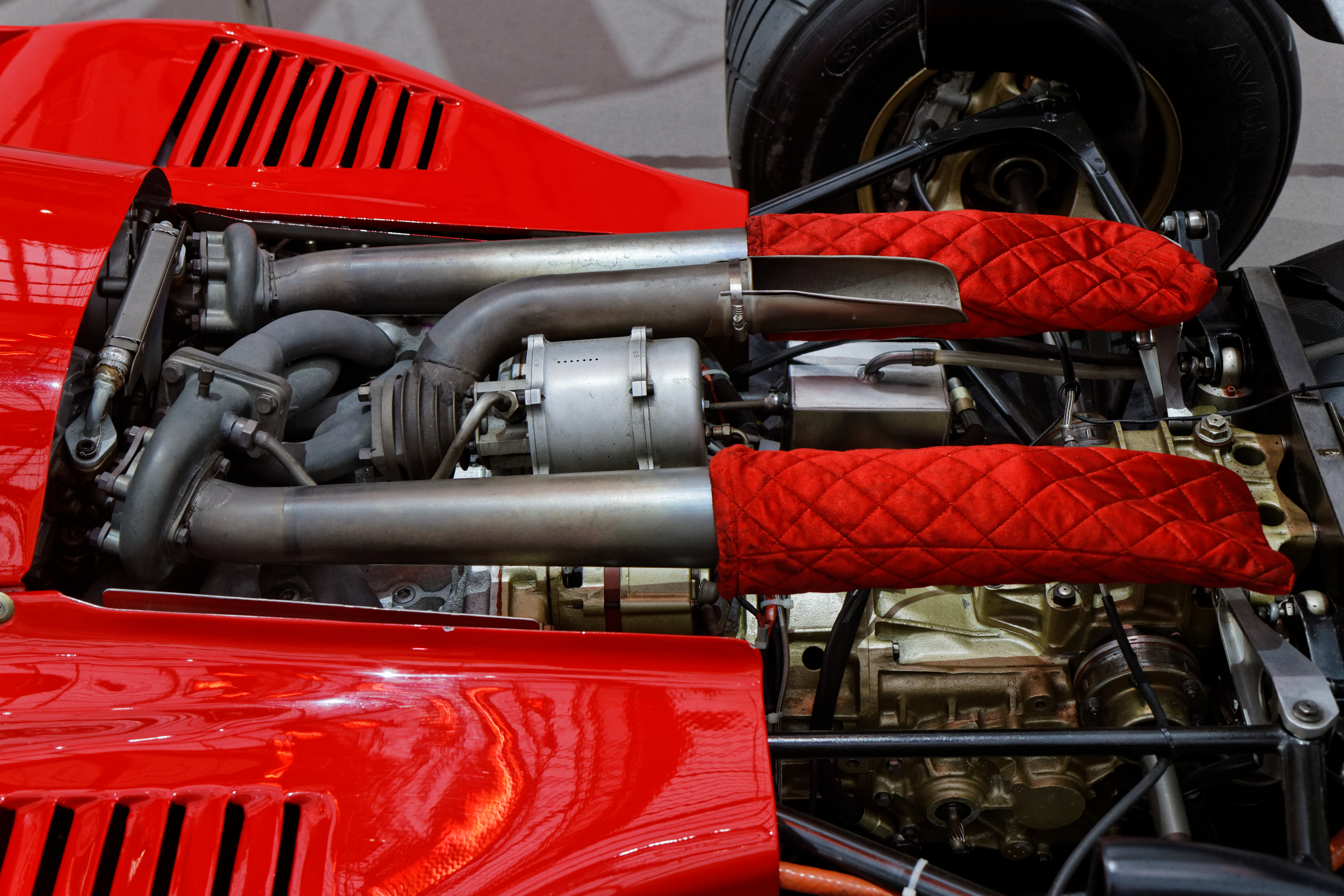
Die, noch vom "alten" C4 stammende, reduzierte Motorverkleidung

## Ergebnisse
| Fahrer               | Nr.                  | 1   | 2   | 3 | 4   | 5   | 6 | 7   | 8   | 9   | 10 | 11  | 12 | 13  | 14  | 15 | 16 | Punkte | Rang |
| -------------------- | -------------------- | --- | --- | - | --- | --- | - | --- | --- | --- | -- | --- | -- | --- | --- | -- | -- | ------ | ---- |
| Formel-1-Saison 1984 | Formel-1-Saison 1984 |     |     |   |     |     |   |     |     |     |    |     |    |     |     |    |    | 57,5   | 2.   |
| M. Alboreto          | 27                   | DNF | 11  | 1 | DNF | DNF | 6 | DNF | DNF | DNF | 5  | DNF | 3  | DNF | 2   | 2  | 4  | 57,5   | 2.   |
| R. Arnoux            | 28                   | DNF | DNF | 3 | 2   | 4   | 3 | 5   | DNF | 2   | 6  | 6   | 7  | 11  | DNF | 5  | 9  | 57,5   | 2.   |

| Legende  | Legende            | Legende                                                          |
| Farbe    | Abkürzung          | Bedeutung                                                        |
| -------- | ------------------ | ---------------------------------------------------------------- |
| Gold     | –                  | Sieg                                                             |
| Silber   | –                  | 2. Platz                                                         |
| Bronze   | –                  | 3. Platz                                                         |
| Grün     | –                  | Platzierung in den Punkten                                       |
| Blau     | –                  | Klassifiziert außerhalb der Punkteränge                          |
| Violett  | DNF                | Rennen nicht beendet (did not finish)                            |
| Violett  | NC                 | nicht klassifiziert (not classified)                             |
| Rot      | DNQ                | nicht qualifiziert (did not qualify)                             |
| Rot      | DNPQ               | in Vorqualifikation gescheitert (did not pre-qualify)            |
| Schwarz  | DSQ                | disqualifiziert (disqualified)                                   |
| Weiß     | DNS                | nicht am Start (did not start)                                   |
| Weiß     | WD                 | zurückgezogen (withdrawn)                                        |
| Hellblau | PO                 | nur am Training teilgenommen (practiced only)                    |
| Hellblau | TD                 | Freitags-Testfahrer (test driver)                                |
| ohne     | DNP                | nicht am Training teilgenommen (did not practice)                |
| ohne     | INJ                | verletzt oder krank (injured)                                    |
| ohne     | EX                 | ausgeschlossen (excluded)                                        |
| ohne     | DNA                | nicht erschienen (did not arrive)                                |
| ohne     | C                  | Rennen abgesagt (cancelled)                                      |
| ohne     | keine WM-Teilnahme |                                                                  |
| sonstige | P/fett             | Pole-Position                                                    |
| sonstige | 1/2/3/4/5/6/7/8    | Punktplatzierung im Sprint-/Qualifikationsrennen                 |
| sonstige | SR/kursiv          | Schnellste Rennrunde                                             |
| sonstige | *                  | nicht im Ziel, aufgrund der zurückgelegten Distanz aber gewertet |
| sonstige | ()                 | Streichresultate                                                 |
| sonstige | unterstrichen      | Führender in der Gesamtwertung                                   |